# Acalypha californica
Acalypha californica är en törelväxtart som beskrevs av George Bentham. Acalypha californica ingår i släktet akalyfor, och familjen törelväxter. Inga underarter finns listade i Catalogue of Life.